# 帕萨兹拱廊街

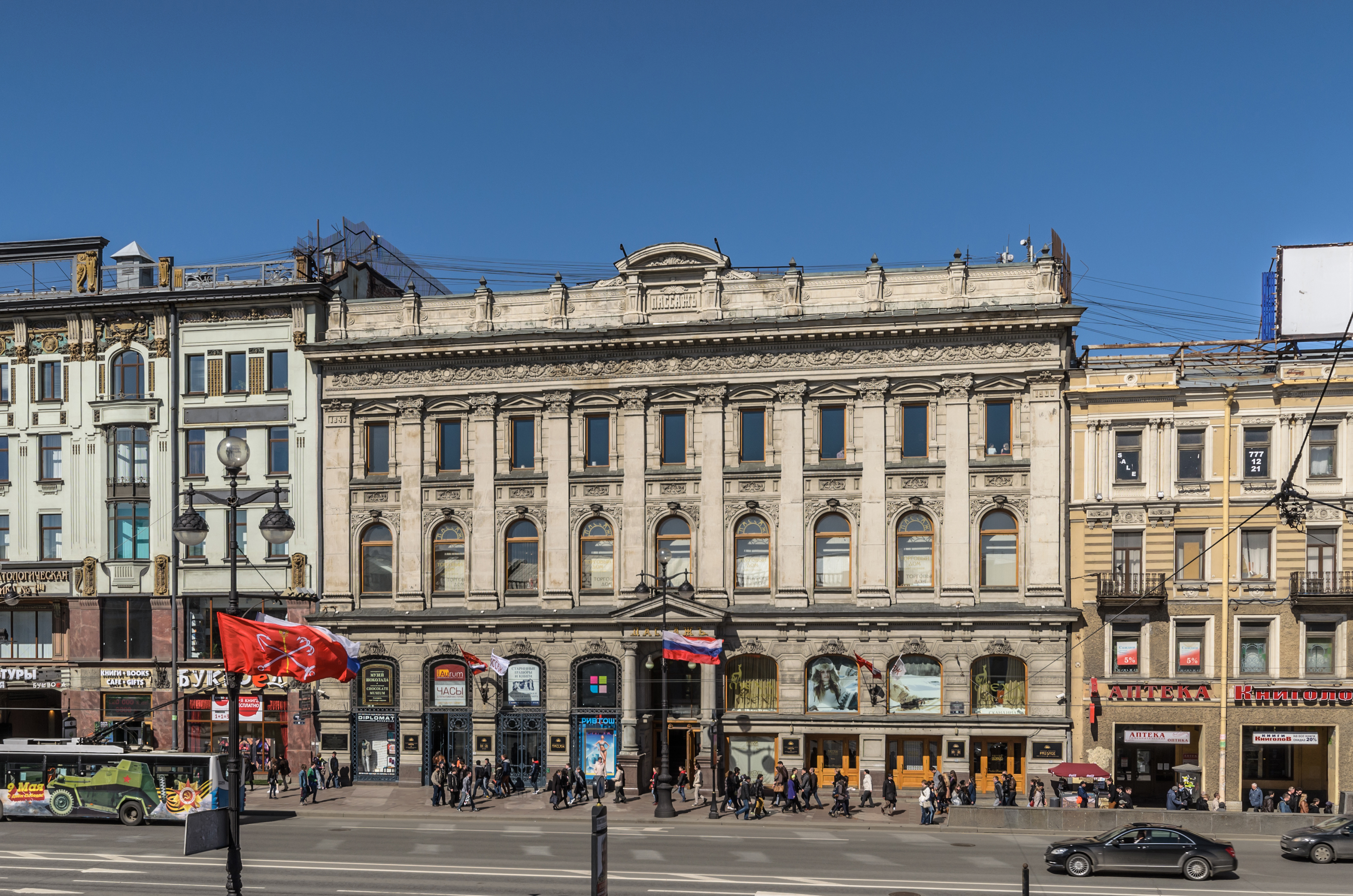
帕萨兹拱廊街

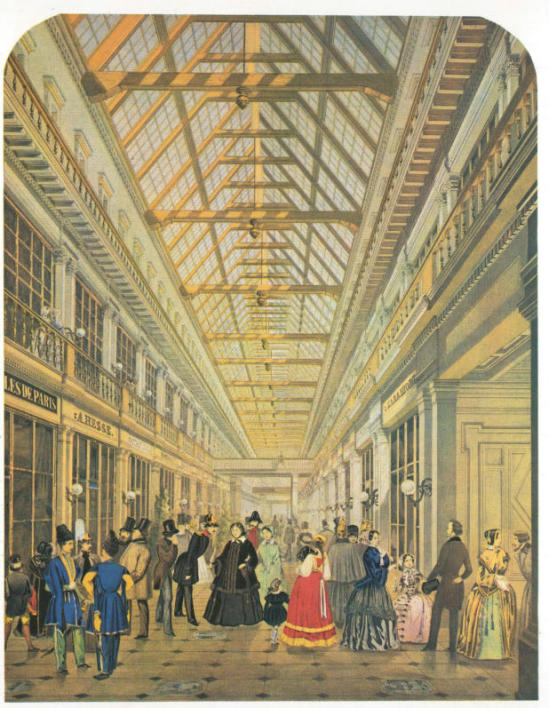
19世纪帕萨兹拱廊街内部

帕萨兹拱廊街（羅馬化：Passazh）是俄罗斯圣彼得堡涅瓦大街上的一座精品百货公司，创建于1848年。

## 19世纪
帕萨兹拱廊街的所在地自从18世纪初城市创立之初就是从事贸易的区域，有各种各样的商店和仓库。1846年，埃森 - 施滕博克- Fermor伯爵收购这片土地，为俄罗斯贵族和资产阶级建立一座精英商场。 
其名称来自涅瓦大街和意大利大街之间的一条通道，通过商城提供的主要通道。帕萨兹拱廊街覆盖以拱形的玻璃和钢屋顶，与巴黎杜凯雷拱廊街（Passage du Caire，1798）、伦敦伯灵顿拱廊街、巴黎Galerie Vivienne（1823）和布鲁塞尔圣休伯特拱廊街，同为全球早期的购物廊。
帕萨兹拱廊街的三层楼房开业于1848年5月9日。这是俄罗斯第一座采用煤气照明的建筑物之一。另一项创新是设置了地下层，1900年在那里设立了发电站。虽然这里的店铺都是售卖珠宝、昂贵的衣服和其他奢侈品，但是普通百姓的人群仍然络绎不绝，欣赏这座俄罗斯帝国最时髦的商店，以至于需要收取小额费用来限制人流。
帕萨兹拱廊街为不仅仅是一个购物商场，而且是圣彼得堡人的文化和社交中心。它包含咖啡屋、糖果店、解剖学博物馆、蜡像馆，甚至一个小的动物园。音乐厅成为文学阅读的著名地点，陀思妥耶夫斯基、屠格涅夫和舍甫琴科都曾参与其中。

## 21世纪

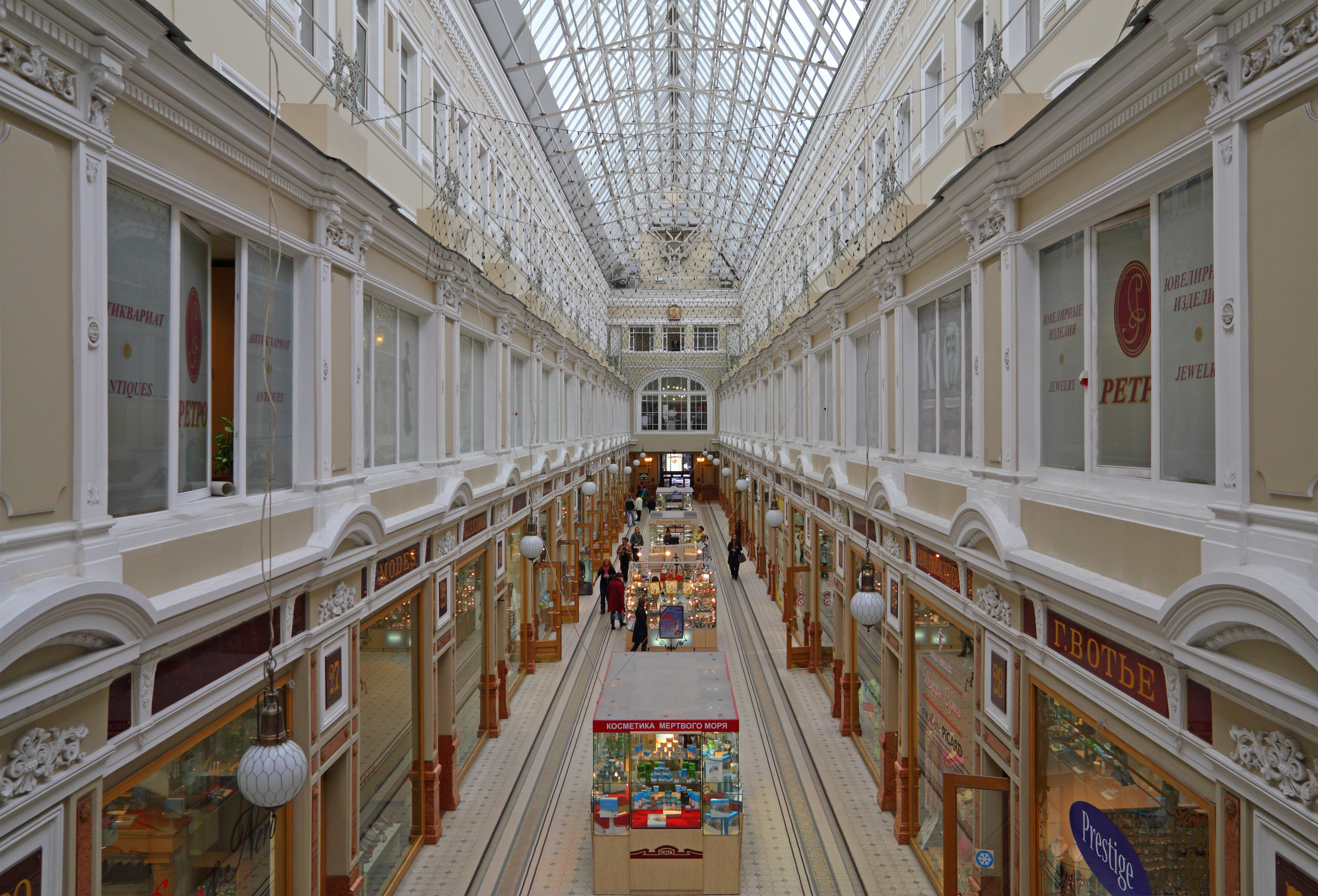
内部

帕萨兹拱廊街现在由员工和股东私人拥有。整座建筑经过更新和整修，以符合现代国际标准。